# Deana Horváthová
Deana Horváthová, provdaná Deana Jakubisková (* 11. března 1958 Banská Bystrica) je slovenská herečka a filmová producentka, manželka režiséra Juraje Jakubiska.

## Život
Po studiu VŠMU v Bratislavě (1981) získala angažmá ve Slovenském národním divadle. Po dobu dvanácti sezon zde vytvořila více než 20 hlavních rolí, vedle toho si zahrála i v desítce televizních filmů a seriálů. Po přestěhování do Prahy v letech 1993–1994 hrála v pražském Divadle Bez zábradlí, od roku 1994 se věnuje především producentské činnosti. Žije v Praze, mají spolu syna Jorika.

## Nehoda
V říjnu 2011 srazila chodce na přechodu v Praze, který na místě zemřel. V roce 2013 byla odsouzena k podmíněnému trestu 30 měsíců a čtyřletému zákazů řízení. Její odvolání v květnu 2014 zamítl pražský městský soud.

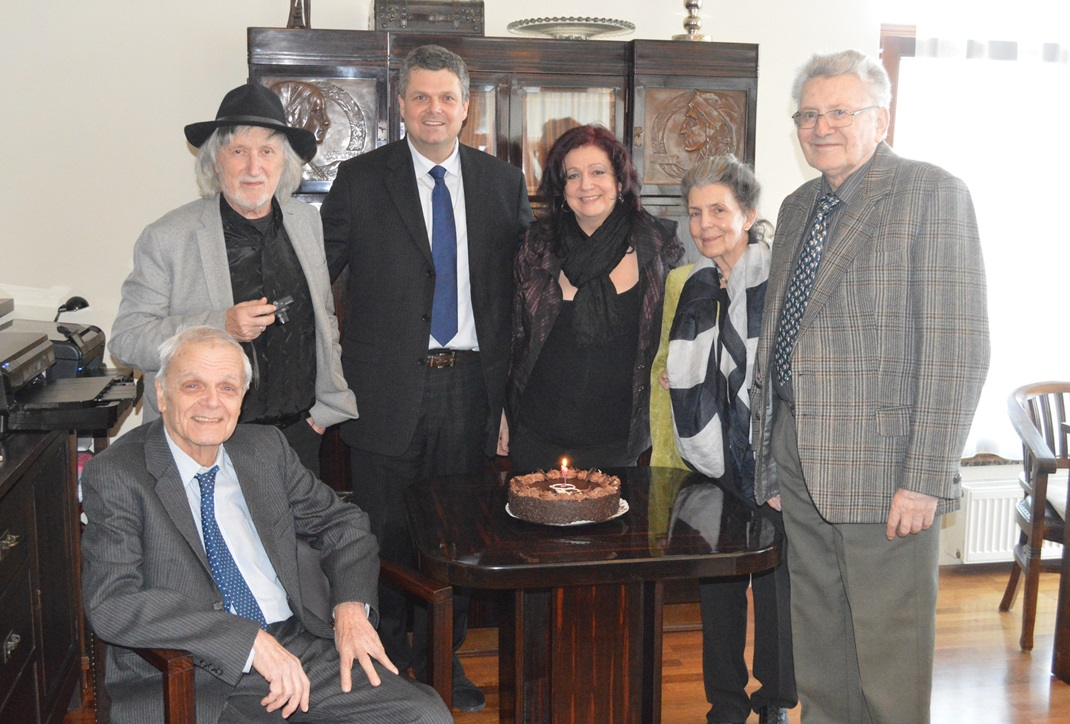
Rodina Horváthových

## Matice slovenská

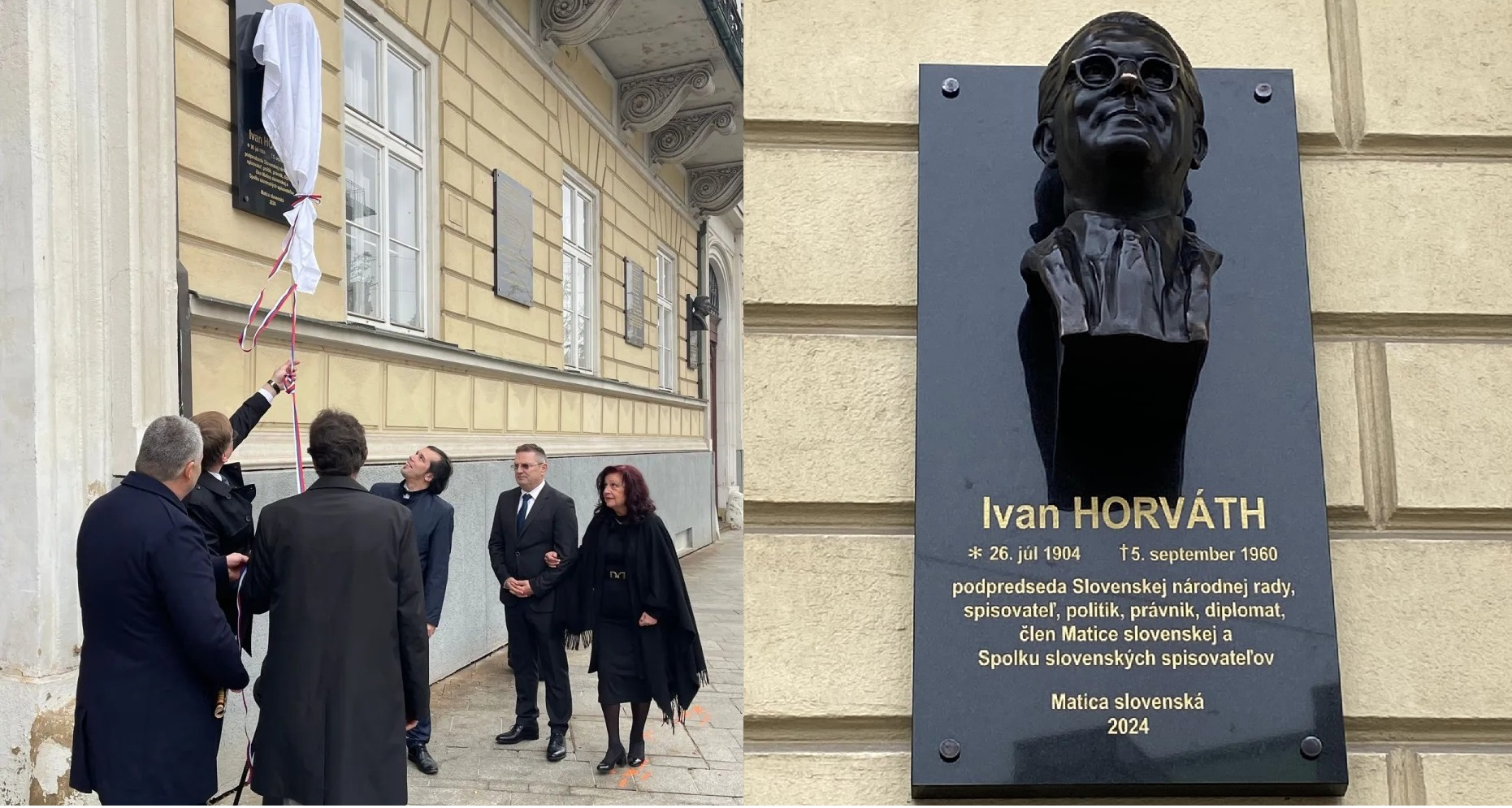
Odhalení busty Ivana Horvátha na budově historické Slovenské národní rady, Matice slovenská, 26. 10. 2024

V roce 2024 jí byl slavnostně předán certifikát zakládající členky Matice slovenské a průkaz členky Kulturologicko-filozofického oboru Matice slovenské při příležitosti akce na počest jejího příbuzného Ivana Horvátha.

## Výběr z filmografie
- 1983 – Zrelá mladosť (Švarcová)
- 1986 – Zakázané uvoľnenie (Jarka)
- 1989 – Sedím na konári a je mi dobre (Želmíra)
- 1989 – Pytačky – TV film
- 1992 – Lepší je být bohatý a zdravý než chudý a nemocný (Nona)
- 1997 – Nejasná zpráva o konci světa (Verona)
- 2008 – Bathory (Darvulia)
- 2010 – Kajínek (Soudkyně Gorecká)